# Zone Rouge (primeira guerra mundial)

Mapa mostrando as condições imediatamente após a guerra: áreas totalmente destruídas em vermelho, áreas de grandes danos em amarelo, áreas moderadamente danificadas em verde e áreas não danificadas em azul

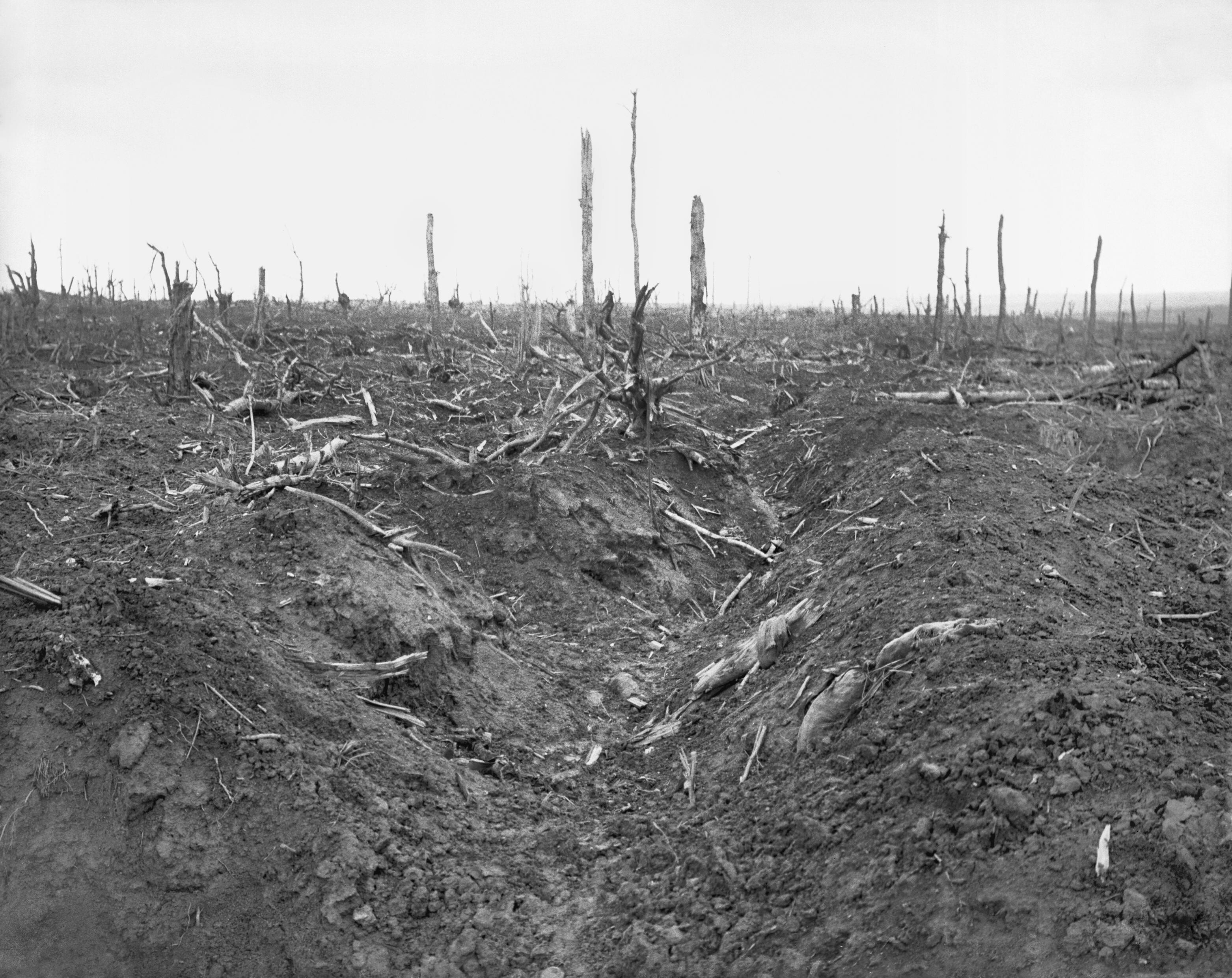
Uma trincheira alemã em Delville Wood, perto de Longueval (Somme), que foi destruída em 1916 na Zona Vermelha

A Zone Rouge (em português: Zona Vermelha) é uma cadeia de áreas não contíguas em todo o nordeste da França que o governo francês isolou após a Primeira Guerra Mundial. A terra, que originalmente cobria mais de 1 200 quilômetros quadrados (460 sq mi), foi considerada muito física e ambientalmente danificada pelo conflito. Em vez de tentar limpar imediatamente os antigos campos de batalha, a terra foi autorizada a retornar à natureza. Restrições dentro da Zona Rouge ainda existem hoje, embora as áreas de controle tenham sido bastante reduzidas.
A Zona Rouge foi definida logo após a guerra como "Completamente devastada. Danos às propriedades: 100%. Danos à agricultura: 100%. Impossível de limpar. A vida humana impossível". 
Sob a lei francesa, atividades como habitação, agricultura ou silvicultura foram temporariamente ou permanentemente proibidas na Zona Rouge, por causa da grande quantidade de restos humanos e animais, e milhões de itens de munições não detonadas contaminando a terra. Algumas cidades e aldeias nunca foram autorizadas a serem reconstruídas após a guerra.